# بولنول
بولنول (به انگلیسی: Bolenol) با فرمول شیمیایی C۲۰H۳۲O یک ترکیب شیمیایی با شناسه پاب‌کم ۱۱۹۵۴۳۱۱ است؛ که جرم مولی آن ۲۸۸٫۴۷ g/mol می‌باشد.